# Tommy Johnson
För andra betydelser, se Tommy Jonsson (olika betydelser).
Tommy Clarence Fredrik Johnson, född 5 december 1931 i S:t Matteus församling i Stockholm, död 17 juli 2005 i Högalids församling i Stockholm, var en svensk skådespelare.

## Biografi
Johnson växte upp på Söder i Stockholm, hans föräldrar var köpmannen Clarence Johnson och Gunhild Johansson. Efter skådespelarutbildningen vid Axel Witzanskys teaterstudio 1955–1956 var han fram till 1958 engagerad vid flera olika teatrar, däribland Riksteatern, Skansenteatern och Blancheteatern.
Han var sedan knuten till Borås stadsteater 1958–1962, Uppsala stadsteater 1962–1966 och Malmö stadsteater 1966–1969. År 1970 bildade han tillsammans med bland andra Gösta Ekman Turteatern i Kärrtorp. Från 1988 var han engagerad vid Fenixteatern i Stockholm.
Tommy Johnson var från 1970-talet flitigt anlitad för såväl TV- som filmproduktioner. Han var för många igenkänd från Vi på Saltkråkan, Bröderna Lejonhjärta, Badjävlar, Mannen från Mallorca, Kådisbellan och inte minst för sin roll som korpral Hugg i Någonstans i Sverige. På senare år sågs han i TV-serien Tre Kronor. I Midvinterduell som sänts i repris om jularna spelade han vägmästaren. Johnson filmdebuterade annars redan 1956 i Arne Ragneborns film Flamman.

### Privatliv
Tommy Johnson var 1959–1963 gift med skådespelaren Irma Erixson (född 1937), 1964–1972 med Elisabet Henriksson (född 1945), 1982–1988 med Selma Ayata (född 1955) och 1995–1996 med Marie-Louise Moell (född 1943). Tommy Johnson hittades död i sin bostad i Stockholm den 1 september 2005 efter att ha legat död en längre tid.
Han är gravsatt i minneslunden på Skogskyrkogården i Stockholm.

## Priser och utmärkelser
År 1971 fick han pris som bäste manlige skådespelare vid TV-festivalen i Prag för rollen som lastbilschauffören i Lars Molins Hon kallade mig jävla mördare. Han tilldelades vidare Cornelis Vreeswijk-stipendiet år 1988.

## Filmografi
- 1956 – Flamman
- 1956 – Den tappre soldaten Jönsson
- 1956 – Sceningång
- 1959 – Sängkammartjuven
- 1959 – Raggare!
- 1963 – En vacker dag
- 1968 – Badarna
- 1971 – Midsommardansen
- 1972 – Längtan
- 1973 – Luftburen
- 1977 – Bluff Stop
- 1977 – Bröderna Lejonhjärta
- 1977 – Måndagarna med Fanny
- 1977 – The Shadow of Chikara
- 1978 – Bomsalva
- 1980 – Trollsommar
- 1981 – Rasmus på luffen
- 1982 – Klippet
- 1983 – Lyckans ost
- 1983 – Andra dansen
- 1984 – Mannen från Mallorca
- 1984 – Splittring
- 1990 – Bulan
- 1993 – Polis polis potatismos
- 1993 – Kådisbellan
- 1994 – Sommarmord
- 1997 – Spring för livet
- 2000 – Pettson och Findus – Kattonauten
- 2000 – Naken
- 2004 – Hemlängtan (kortfilm)

### TV-produktioner
- 1963 – Smutsiga händer
- 1964 – Vi på Saltkråkan (TV-serie)
- 1969 – Kråkguldet (TV-serie)
- 1970 – Hon kallade mig jävla mördare (TV-film)
- 1970 – Ett möte på Kretjetovkastationen (TV-film)
- 1971 – Badjävlar (TV-film)
- 1971 – Här ligger en hund begraven (TV-serie)
- 1971 – Den byxlöse äventyraren (TV-serie)
- 1972 – Bröderna Malm (TV-serie)
- 1972 – Barnen i Höjden (TV-serie)
- 1973 – Pelle Jansson (TV-serie)
- 1973 – Inferno (TV-film)
- 1973–1974 – Någonstans i Sverige (TV-serie) (korpral Hugg)
- 1974 – Das Blaue Hotel
- 1974 – Domaren (TV-film)
- 1974 – Fiskeläget (TV-serie)
- 1975 – Gyllene år (TV-serie)
- 1975 – Jourhavande (TV-serie)
- 1975 – Tjocka släkten (TV-serie)
- 1976 – Predikare-Lena (TV-film)
- 1976 – Fleksnes fataliteter (TV-serie) (gästroll)
- 1976 – Hem till byn (TV-serie) (gästroll)
- 1977 – Hammarstads BK (TV-serie)
- 1978 – Restauranten (TV-film)
- 1978 – Streber
- 1979 – Godnatt, jord (TV-serie)
- 1979 – Selambs (TV-serie)
- 1980 – Huset i världens mitt
- 1980 – Mördare! Mördare! (TV-film)
- 1980 – Jackpot (TV-film)
- 1981 – Hundarnas morgon (TV-film)
- 1981 – Vårt dagliga bröd (TV-film)
- 1982 – Marknadsafton (TV-film)
- 1982 – Kamraterna (TV-film)
- 1982 – Polisen som vägrade svara (TV-serie) ("Polisen i Strömstad")
- 1983 – Midvinterduell (TV-film)
- 1983 – Mannen utan själ (TV-film)
- 1983 – Farmor och vår Herre (TV-serie)
- 1983 – Distrikt 5 (TV-serie) (gästroll)
- 1984 – Träpatronerna (TV-serie)
- 1984 – Svenska brott (TV-serie) "Det perfekta brottet"
- 1985 – Korset (TV-serie)
- 1986 – Gösta Berlings saga (TV-serie)
- 1986 – Glasmästarna (TV-film)
- 1988 – Träpatronerna (TV-serie)
- 1988 – Kråsnålen (TV-serie)
- 1989 – Terrorns finger (TV-film)
- 1990 – Kära farmor (TV-serie)
- 1995 – Snoken (TV-serie) (gästroll)
- 1994 – Utmaningen (TV-film)
- 1995 – Majken (TV-serie)
- 1996 – Zonen (TV-serie)
- 1998 – Tre Kronor (TV-serie)
- 1998 – Längtans blåa blomma (TV-serie)
- 1998 – Stormen (TV-serie)
- 2000 – Brottsvåg (TV-serie)

## Teater

### Roller
| År   | Roll                                | Produktion                                                           | Regi                | Teater                |
| ---- | ----------------------------------- | -------------------------------------------------------------------- | ------------------- | --------------------- |
| 1959 | Martin, dräng                       | Vin och vårlek Paul Willems och André Souris                         | Anita Blom          | Borås kretsteater     |
| 1959 | Senator Hedges                      | Född igår Garson Kanin                                               | Palle Granditsky    | Borås Kretsteater     |
| 1960 | Herman                              | Mans kvinna Vilhelm Moberg                                           | Anita Blom          | Borås kretsteater     |
| 1960 |                                     | Natten är min Marc Camoletti                                         | Palle Granditsky    | Borås kretsteater     |
| 1960 |                                     | Om jag ville... Paul Géraldy och Robert Spitzer                      | Kåre Santesson      | Borås kretsteater     |
| 1963 | Charles, hertig Fredericks brottare | Som ni behagar William Shakespeare                                   | Frank Sundström     | Uppsala stadsteater   |
| 1964 |                                     | Ärkeänglarna spelar inte falskt Dario Fo                             | Johan Bergenstråhle | Uppsala stadsteater   |
| 1966 |                                     | Mordet på Marat Peter Weiss                                          | Jan Lewin           | Malmö stadsteater     |
| 1967 |                                     | Klas Klättermus Thorbjørn Egner                                      | Per Siwe            | Malmö stadsteater     |
| 1968 |                                     | Kvinnorna från Shanghai eller Ett fall av hjärntvätt Tore Zetterholm | Per Siwe            | Malmö stadsteater     |
| 1968 |                                     | Clown söker plats Björn Runeborg                                     | Per Siwe            | Malmö stadsteater     |
| 1971 |                                     | Karl Svenssons underbara öden Pi Lind och Jolo                       | Pi Lind             | Stockholms parkteater |
| 1978 | Biledew                             | Vargen Howard Barker                                                 | Barbro Larsson      | Dramaten              |